# Rennes Challenger 1994
Il Rennes Challenger 1994 è stato un torneo di tennis facente parte della categoria ATP Challenger Series nell'ambito dell'ATP Challenger Series 1994. Il torneo si è giocato a Rennes in Francia dal 7 al 13 febbraio 1994 su campi in sintetico indoor.

## Vincitori

### Singolare
Daniel Vacek ha battuto in finale  Hendrik Dreekmann con il punteggio di 6–3, 6–4

### Doppio
Anders Järryd /  Bent-Ove Pedersen hanno battuto in finale  Mark Knowles /  Leander Paes con il punteggio di 6–4, 6–3